# Polysilicon

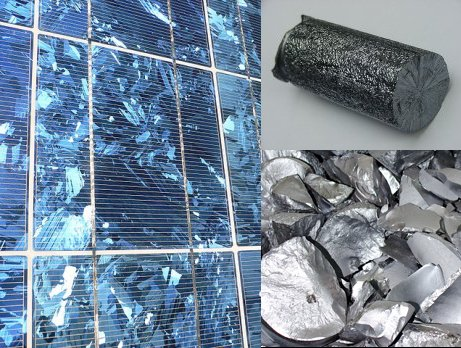
Trái: pin Mặt Trời bằng silicon đa tinh thể.
Phải: thanh polysilicon (trên) và các khối (dưới)

Polysilicon hay silicon đa tinh thể, còn được gọi là poly-Si hay mc-Si, là một dạng silicon đa tinh thể có độ tinh khiết cao, được sử dụng làm nguyên liệu thô cho ngành công nghiệp điện tử và quang điện Mặt Trời.
Polysilicon được sản xuất từ silicon cấp luyện kim bằng quy trình tinh chế hóa học, được gọi là quy trình Siemens. Quá trình này liên quan đến việc chưng cất các hợp chất silicon dễ bay hơi, và sự phân hủy của chúng thành silicon ở nhiệt độ cao. Một quy trình tinh chế mới nổi, trong đó sử dụng lò phản ứng tầng sôi (fluidized bed reactor).
Ngành công nghiệp quang điện cũng sản xuất silicon cấp luyện kim nâng cấp (UMG-Si, upgraded metallurgical-grade silicon), sử dụng luyện kim thay vì các quá trình tinh chế hóa học. Khi được sản xuất cho ngành công nghiệp điện tử, polysilicon chứa mức tạp chất dưới một phần tỷ (ppb, part per billion), trong khi silicon cấp pin Mặt Trời đa tinh thể (SoG-Si, solar grade silicon) thường kém tinh khiết hơn.
Một số công ty từ Trung Quốc, Đức, Nhật Bản, Hàn Quốc và Hoa Kỳ, chẳng hạn như GCL-Poly, Wacker Chemie AG, OCI, và Hemlock Semiconductor Corporation, cũng như Renewable Energy Corporation (REC) có trụ sở tại Na Uy, chiếm phần lớn sản lượng trên toàn thế giới với khoảng 230.000 tấn vào năm 2013.
Các nguyên liệu polysilicon có dạng thanh lớn, thường chia thành các khối có kích thước cụ thể và đóng gói trong phòng sạch trước khi vận chuyển, được trực tiếp đặt xuống thỏi đa tinh thể, hoặc qua một quá trình tái kết tinh để phát triển tinh thể đơn Boule. Các sản phẩm sau đó được cắt thành các tấm mỏng silicon và được sử dụng để sản xuất pin Mặt Trời, mạch tích hợp và các thiết bị bán dẫn khác.
Polysilicon bao gồm các tinh thể nhỏ, được gọi là chất kết tinh, tạo cho vật liệu hiệu ứng vảy kim loại điển hình của nó. Trong khi polysilicon và multisilicon thường được dùng làm từ đồng nghĩa, đa tinh thể thường dùng để chỉ các tinh thể lớn hơn một milimét. Pin Mặt Trời đa tinh thể là loại pin Mặt Trời phổ biến nhất trong thị trường photovoltaics đang phát triển nhanh và tiêu thụ hầu hết các polysilicon được sản xuất trên toàn thế giới. Cần khoảng 5 tấn polysilicon để sản xuất một mô-đun năng lượng Mặt Trời thông thường có công suất 1 megawatt (MW). Polysilicon khác biệt với silicon đơn tinh thể và silicon vô định hình.